# Île Nadeau
Île Nadeau är en ö i Kanada.   Den ligger i provinsen Québec, i den östra delen av landet, 1 400 km öster om huvudstaden Ottawa. Arean är 1,3 kvadratkilometer.
Terrängen på Île Nadeau är platt. Öns högsta punkt är 50 meter över havet. Den sträcker sig 2,1 kilometer i nord-sydlig riktning, och 1,4 kilometer i öst-västlig riktning.